# Herbert Zachert

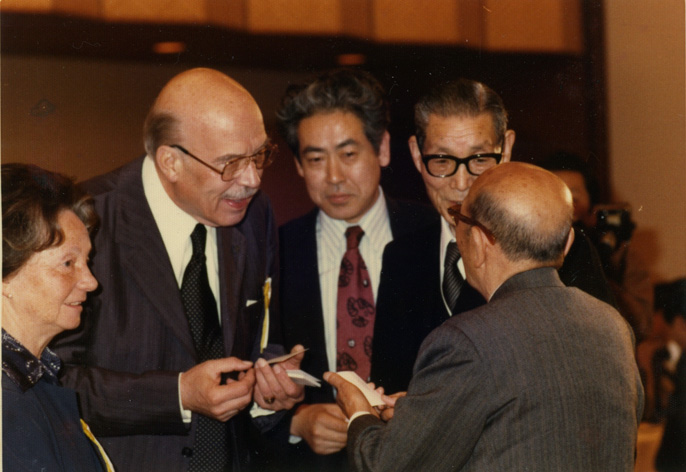
Herbert Zachert (2.v.l.) und der Shinto-Priester Kinoshita Iwao (2.v.r., halb verdeckt) in Fukuoka 1977

Herbert Zachert (* 28. April 1908 in Berlin; † 11. November 1979 in Bonn) war ein deutscher Japanologe.

## Leben
Herbert Zachert beann 1927 ein Studium der Japanologie bei Martin Ramming und hörte zugleich Vorlesungen in den Fächern Sinologie, Geschichte, Völkerkunde und Philosophie. 1930 wechselte er nach Hamburg, wo er unter Karl Florenz 1932 mit einer Arbeit zu den kaiserlichen Erlässen des Shoku-Nihongi promovierte. Schon im folgenden Jahr 1933 wurde er Deutsch-Lektor an der Oberschule Matsumoto in der Präfektur Nagano und ab 1941 Leiter des Japanisch-Deutschen Kulturinstitutes(Nichi-doku bunka kyōkai) in Tokio, einem Parallelinstitut zum Japaninstitut Berlin. In Japan kam 1937 sein Sohn Hans-Ludwig zur Welt, der 1990 Präsident des Bundeskriminalamtes wurde.
1947 wurde Herbert Zachert mit seiner Familie nach Deutschland zwangsrepatriiert. In seiner Heimatstadt Berlin erhielt er 1948 einen Forschungsauftrag von der Akademie der Wissenschaften, 1949 wurde er Professor mit Lehrauftrag an der Humboldt-Universität zu Berlin, 1959 Professor mit Lehrstuhl für Japanologie an der gleichen Universität. 1960 wurde er an das vom Bund neugegündete Seminar für Orientalische Sprachen der Universität Bonn gerufen. Später war er dessen Direktor.

## Auszeichnungen
1976 erhielt er den japanischen Orden des Heiligen Schatzes, 3. Klasse.

## Schriften
- Die kaiserlichen Erlasse des Shoku-Nihongi in Text und Übersetzung mit Erläuterungen, Teil I: Einleitung und Semmyô 1-29. In: Asia Major, Jg. 8 (1932), S. 105–232 (Digitalisat).
- Die Haikudichtung von der Meijizeit bis zur Gegenwart. In: Mitteilungen der Deutschen Gesellschaft für Natur- und Völkerkunde Ostasiens, Bd. XXX (1937–1938), Teil C, 1937 (Digitalisat).
- Die Tokugawa-Zeit und ihr Einfluss auf Wesen und Nationalgeist der Japaner. In: Mitteilungen der Deutschen Gesellschaft für Natur- und Völkerkunde Ostasiens, Bd. XXVIII (1934–1939), Teil G, 1938 (Digitalisat).
- Die gesellschaftliche und wirtschaftliche Entwicklung des japanischen Volkes bis zum Beginn der Meiji-Zeit. In: Mitteilungen der Deutschen Gesellschaft für Natur- und Völkerkunde Ostasiens, Bd. XXXII (1940–1943), Teil E, 1941 (Digitalisat).
- Semmyô. Die kaiserlichen Erlasse des Shoku-Nihongi (Deutsche Akademie der Wissenschaften zu Berlin, Institut für Orientforschung, Veröffentlichungen Bd. 4), Akademie-Verlag, Berlin 1950.
- Schriftreform in Japan. In: Nachrichten der Gesellschaft für Natur- und Völkerkunde Ostasiens (NOAG), Universität Hamburg, ISSN 0016-9080, Nr. 74 (1953), S. 9–16, 51.
- Blick nach Japan. Sumpu-Kongresshalle in Shizuoka (Kenzo Tange und Y. Tsuboi). In: Bauwelt, Jg. 1958, Heft 23.
- Deutsch-japanischer Sprachführer. Harrassowitz, Wiesbaden 1963 (²1972).
- Lehrbuch des Japanischen. Umgangssprache – Sprachführer. Otto Harrassowitz, Wiesbaden 1964.
- Japanische Umgangssprache. Harrassowitz, Wiesbaden 1964 (²1969, ³1972, ⁴1976, ⁵1988).
- Harald Meyer (Hg.): Vorlesungsmanuskripte und Übersetzungen zur vormodernen Literatur Japans von Herbert Zachert (1908-1979). Iudicium, München 2012 (ISBN 978-3-86205-107-6).